# Gisèle Rabesahala
Marie Gisèle Aimée Rabesahala sinh ngày 7 tháng 5 năm 1929 và mất vào ngày 27 tháng 6 năm 2011. Cô là một chính trị gia người Malagasy và nhà hoạt động nữ đầu tiên nắm giữ chức vị  bộ trưởng của chính phủ Madagascar. Bà bước vào hoạt động chính trị ở tuổi 17, hoạt động thay mặt cho các tù nhân chính trị, và trở thành nữ ủy viên hội đồng thành phố đầu tiên của Madagascar, trước khi trở thành người phụ nữ Malagasy đầu tiên thành lập và lãnh đạo một Đảng chính trị. Bà là một người theo chủ nghĩa Marxist và cũng đồng sáng lập nên Communist Congress Party for the Independence of Madagascar (Đại hội Đảng Cộng sản vì nền Độc Lập của Madagascar), hội nghị đã nắm quyền năm 1975. Vào năm 1977, bà ấy đã trở thành nữ bộ trưởng đầu tiên của Madagascar, chịu trách nhiệm cho cuộc cách mạng quảng bá văn hóa và nghệ thuật, nhưng vào năm 1991, bà bị mất việc khi chức vị bộ trưởng của bà đã bị bãi bỏ trong công cuộc sự trở lại của Madagascar để trở thành nền dân chủ đa Đảng. Tuy nhiên, bà vẫn là một nhà hoạt động chính trị và nhà báo tích cực cho đến khi bà qua đời vào năm 2011.

## Sự nghiệp
Bà ấy không kết hôn và cũng không có con, sử sách nói rằng bà muốn "phục vụ cho đất nước, thay vì là chỉ phục vụ cho một người". Cô ấy đã chết vào ngày 27 tháng 6 năm 2011.